# Кіч

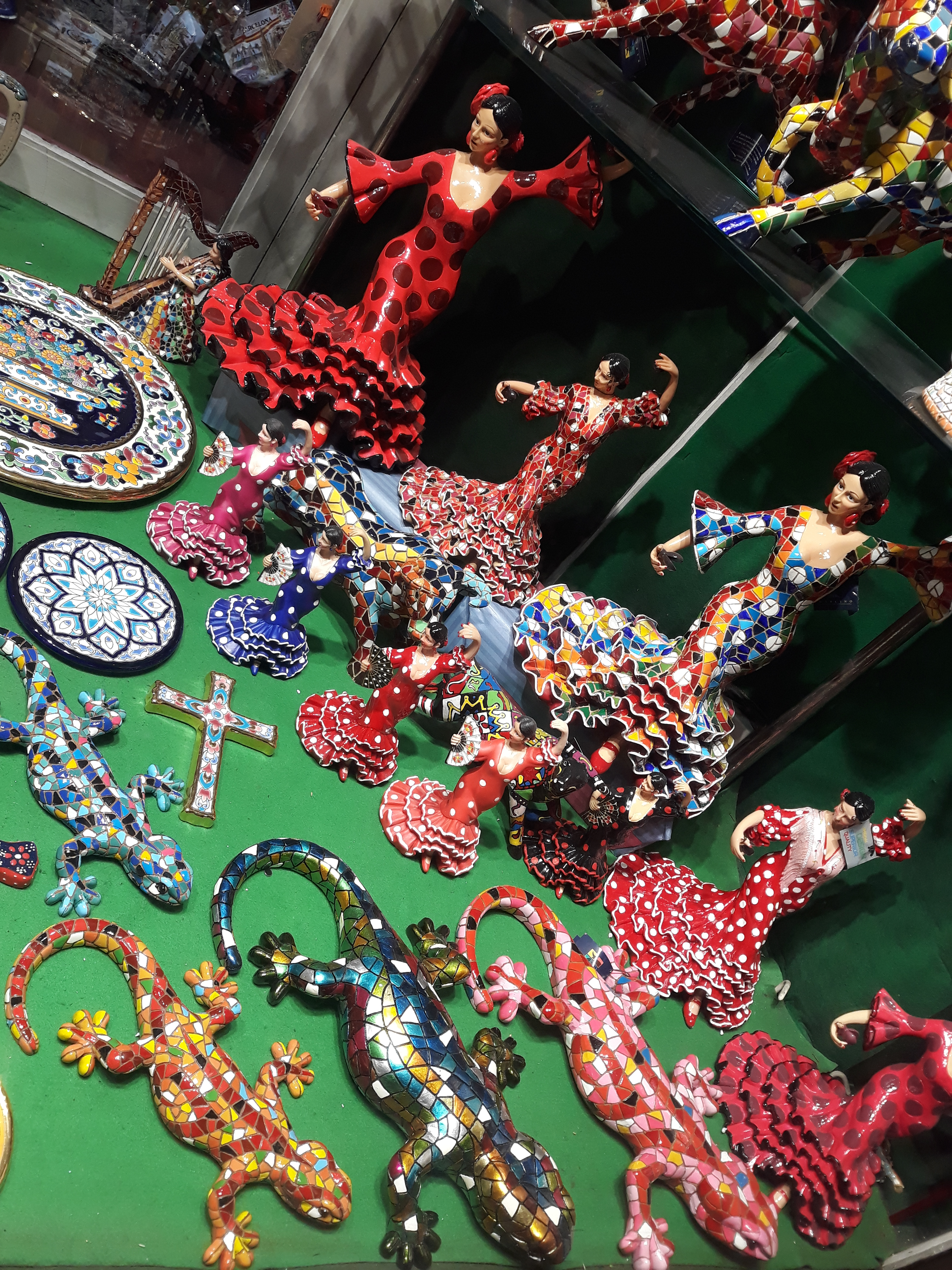
Приклади кічу в сувенірній продукції

Кіч, кітч (нім. Kitsch — ницість, халтура, несмак) — категорія мистецтва, що характеризується спрямуванням на те, аби виглядати, як «високе» мистецтво, наслідуючи його зовнішні риси, але використовуючи дешеві матеріали і методи виготовлення. Кіч — це переважно масове мистецтво, що робить ознаки дорогого, елітарного мистецтва доступними для загалу.

## Характеристики кічу
Модерністський письменник Герман Брох стверджує, що сутність кітчу — в імітації: кітч наслідує свого безпосереднього попередника, не зважаючи на етику — його мета полягає у копіюванні прекрасного, а не доброго. За словами Вальтера Беньяміна, кітч, на відміну від мистецтва, є утилітарним об'єктом, що позбавлений будь-якої критичної дистанції між об'єктом і спостерігачем. За твердженням критика Вінфріда Меннінґгауза, позиція Беньяміна полягала в тому, що кітч «пропонує миттєве емоційне задоволення без інтелектуальних зусиль, без потреби у дистанції, без сублімації». У короткому есе 1927 року Беньямін зауважував, що митець, який займається кітчевим відтворенням речей і ідей минулих епох, заслуговує бути названим «умебльованою людиною» (подібно до того, як хтось орендує «умебльовану квартиру», де все вже розкладено кимось для нього).
Кітч більше стосується не об'єкта, а спостерігача. За словами англійського філософа Роджера Скрутона, «Кітч — це фальшиве мистецтво, що виражає фальшиві емоції, з метою обманути споживача, змусивши його повірити, що він відчуває щось глибоке і серйозне».
Чеський теоретик мистецтва Томаш Кулка описував, що кічеве мистецтво наслідує дороге, нетривале чи складне у виготовленні та підтриманні мистецтво. Наприклад, замість букету з живих квітів пропонує букети, виготовлені з пластику; замість дорогоцінних прикрас — дешеву біжутерію, тільки подібну зовні; замість виконаних на індивідуальне замовлення картин — копії, що продукуються в багатьох примірниках. Головна мета кічу — здаватися дорожчим чи якіснішим, ніж він є насправді.
Згідно з Кулкою, дві головні ознаки кічу: 1) він має схвалення в загалу та 2) розглядається (принаймні мистецько освіченою елітою) як поганий. Три правила кічу:
1. Кіч зображає прекрасний чи емоційно заряджений предмет[8];
2. Зображуваний предмет можна миттєво та легко впізнати[9];
3. Кіч не збагачує суттєво асоціації споживачів, пов'язані із зображеним предметом[10].

Американський арткритик Клемент Ґрінберґ писав, що кіч створює видимість культури, він підмінює досвід і почуття; кіч замінює ремісницькі вироби продуктами масового виробництва, знищуючи цим народну культуру, культивує перевагу враження від продукту над тим, що та як до цього враження спонукає. Його справжня мета — принести прибуток, кіч — це форма капіталу і він потребує величезних ринків збуту. Фактично кіч — це панівне мистецтво, найпопулярніша культура. Німецький філософ Теодор Адорно стверджував, що кіч є наслідком підпорядкування мистецтва індустріальним принципам. Але індустрія, що тиражує мистецькі речі, створює попит не лише на літературу, живопис, скульптуру, музику, а також і на публіцистику, політику, риторику тощо, які потім задовільняє за допомогою доступних прийомів, якими зображуються привабливі й зрозумілі для масового споживача теми.
Венесуельська дослідниця історії культури Селеста Олальяга описувала кіч як феномен, що супроводжується тугою за світом, зниклим унаслідок розвитку науки й техніки. Дослідниця виділяла «ностальгічний кіч», який безпечно нагадує про минуле, оминаючи травматичні події, та «меланхолічний», який заповнює почуття втрати. З огляду на це кіч тісно пов'язаний з туризмом, сувенірами. Це своєрідний «фетиш минулого». На цю ж рису звертав увагу український письменник та есеїст Володимир Єшкілєв, пишучи, що кічу притаманна ностальгія за фольклорною ясністю та світоглядна селянська опозиція містові як самодостатній системі. За його словами, в українській літературі ХХ ст. формування кічу тісно пов'язане з радянською індустріалізацією 1930–1960-х років. Українському літературному кічу притаманне дидактичне та ідеологічне забарвлення, яке у радянські часи мало соціально-класову, а після 1990 року — просвітницько-етноохоронну домінанти.

## Кіч поза мистецтвом
Кічем також називається наслідування престижних форм поведінки (мови, одягу, дозвілля) без заглиблення в їхню суть. Кічем можуть бути спрощені та вульгаризовані філософські, політичні, релігійні та мистецькі вчення, перетворені для масового сприйняття.

## Галерея

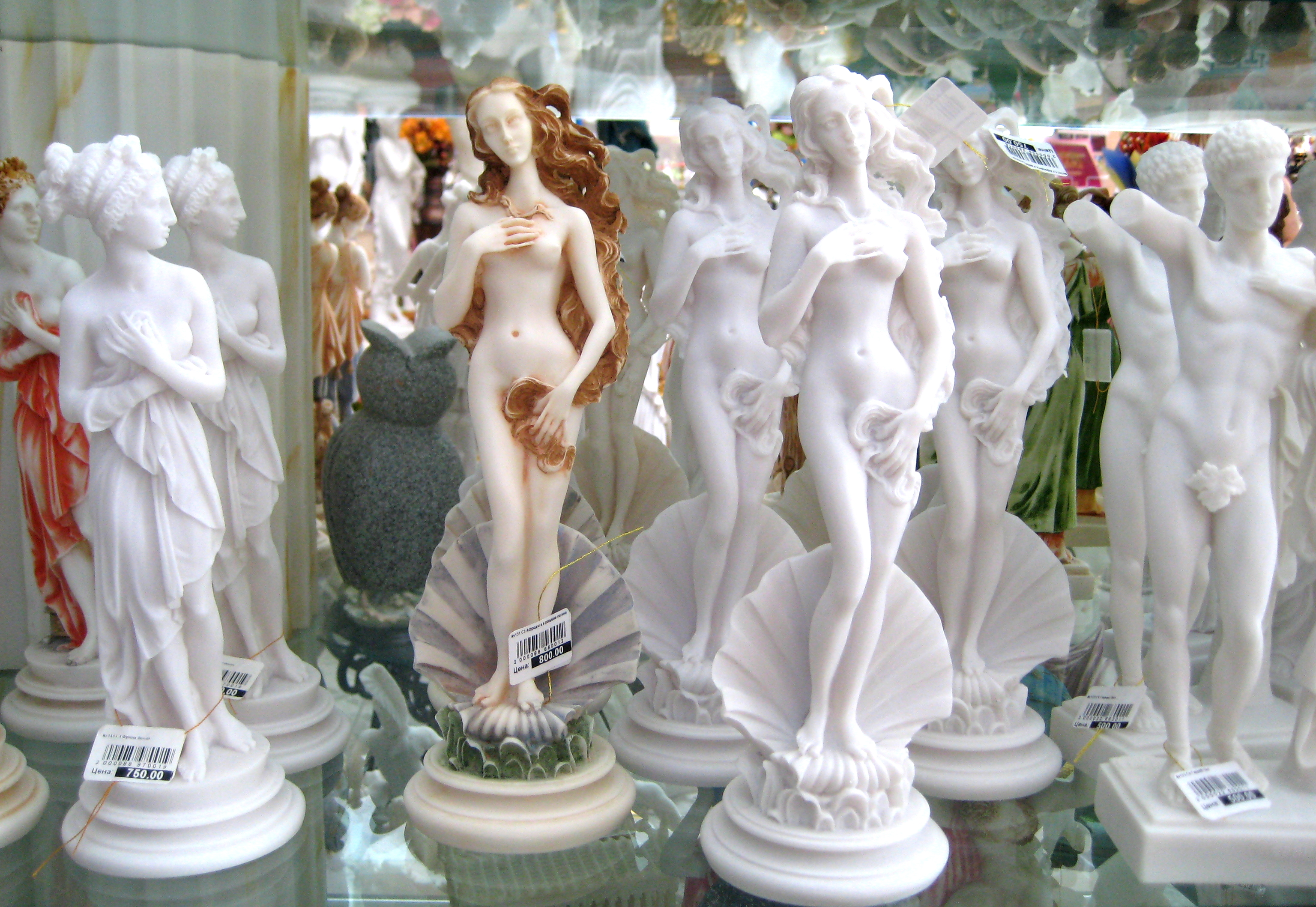
Сувеніри, що наслідують сцену з картини «Народження Венери» Боттічеллі
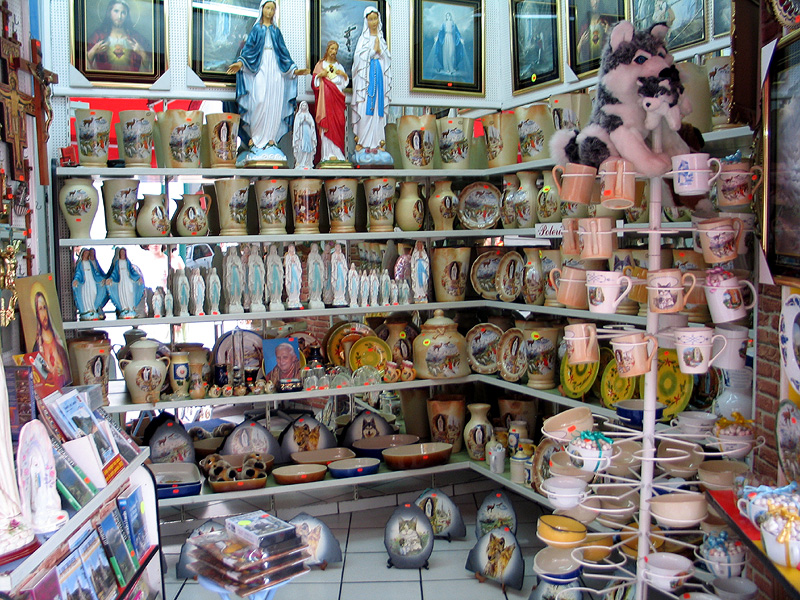
Різні кічеві вироби, продукти масового виробництва
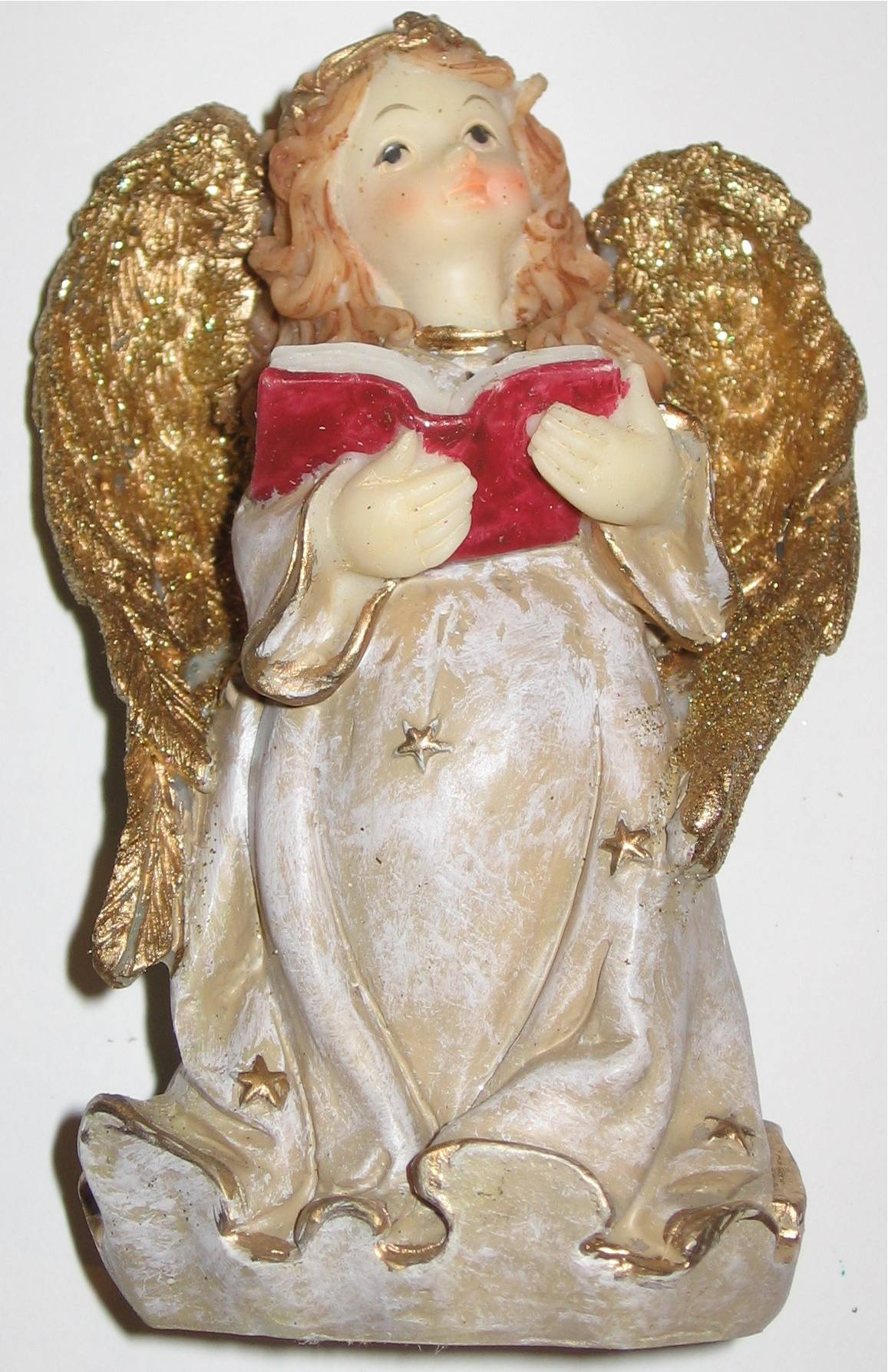
Сувенірне янголятко з імітацією позолоти
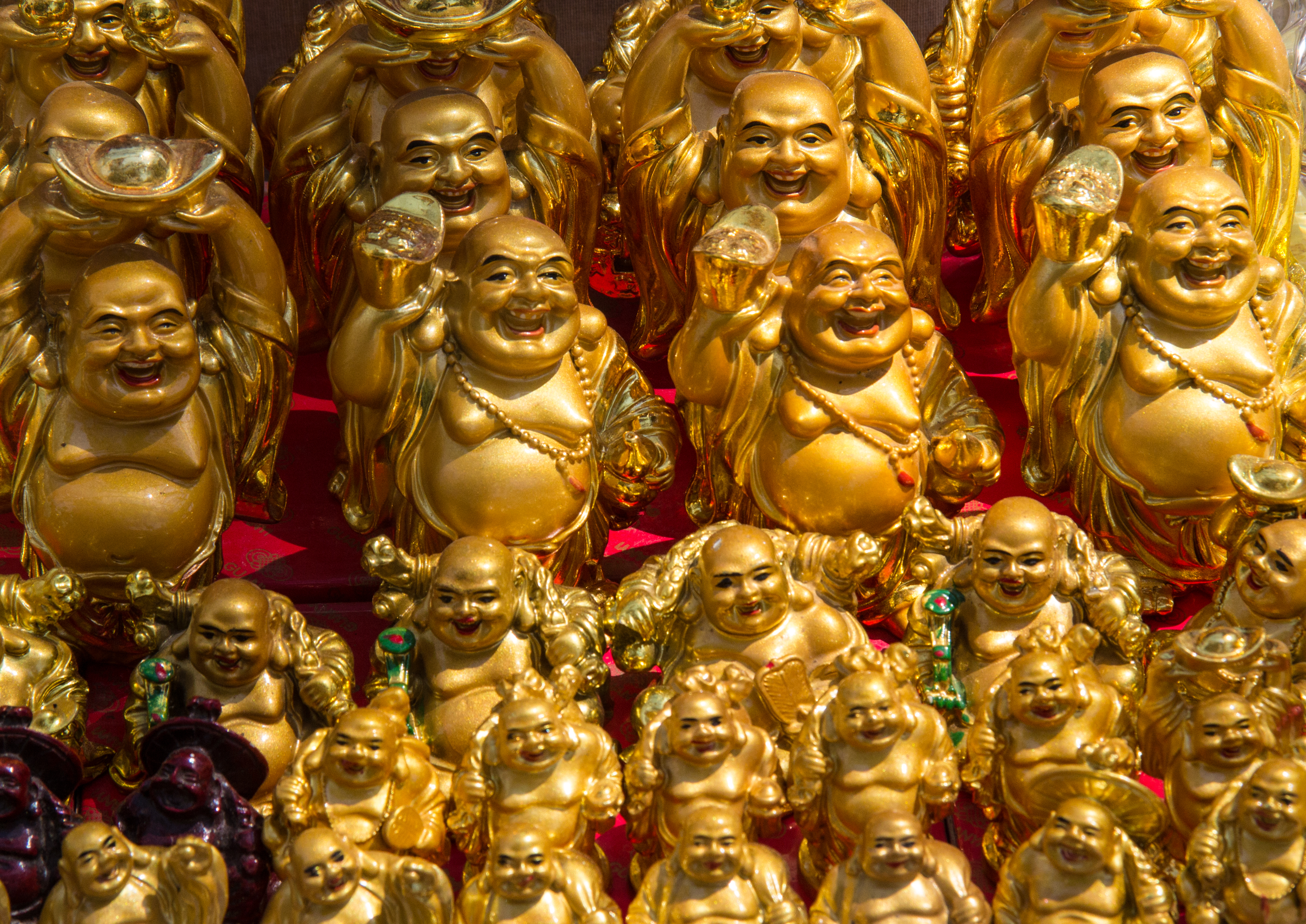
Кічеві статуетки Будди, що виглядають, як золоті
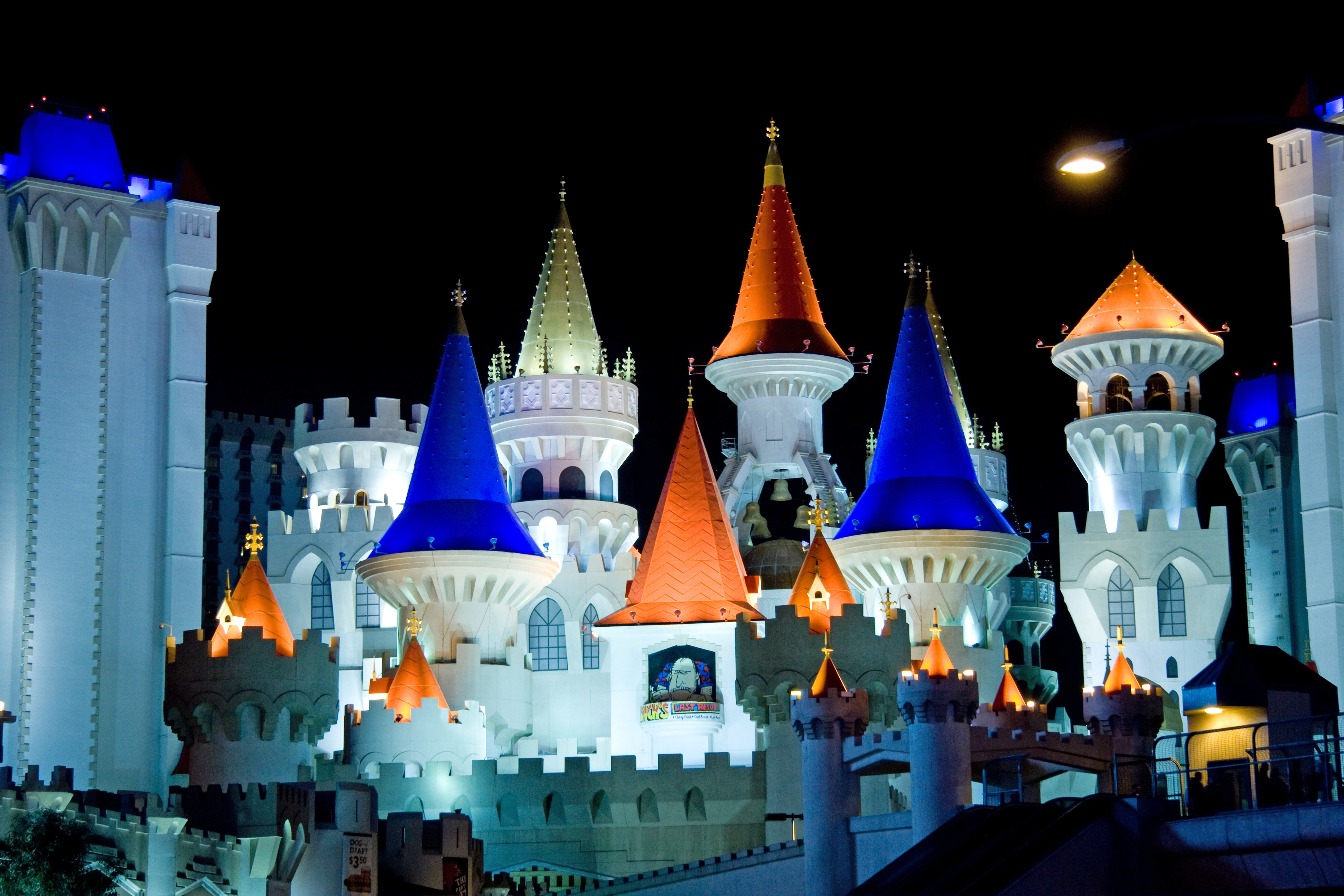
Казино, що зображає собою замок
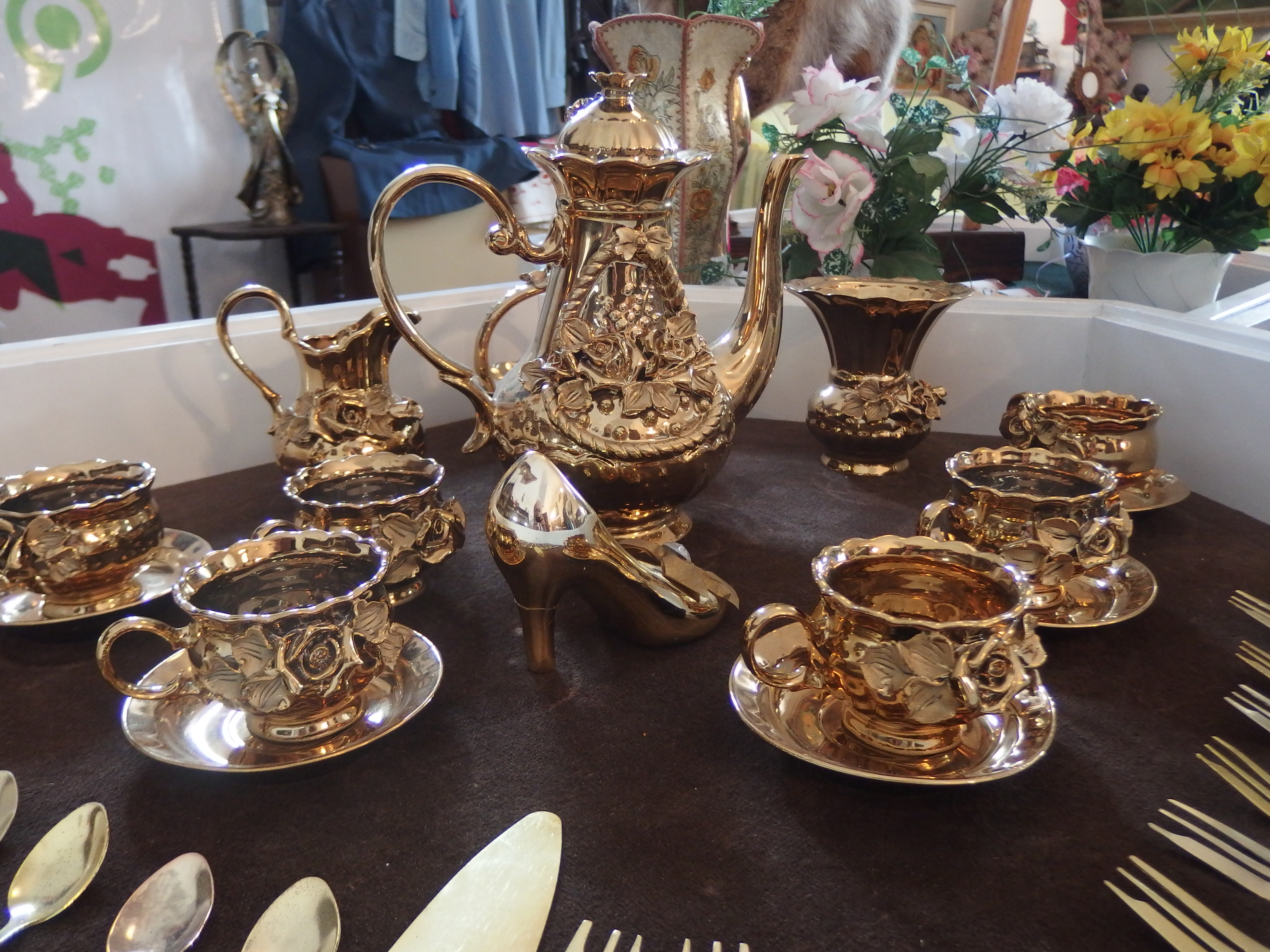
Сервіз, який імітує коштовний